# Michael Dreyer (Musikproduzent)
Michael Dreyer (* 1970 in Göttingen) ist ein deutscher Kulturmanager und Musikproduzent; er ist einer der Betreiber des Weltmusik- und Klassik-Labels Dreyer Gaido Musikproduktionen.

## Leben und Wirken
Dreyer studierte zunächst Slawistik und Osteuropäische Geschichte in Berlin. Anschließend absolvierte er ein Instrumentalstudium als Konzertgitarrist an der Hochschule für Musik Detmold. Dann war er als Musikproduzent für verschiedene Firmen tätig. Mit dem argentinischen Gitarristen Hugo Gaido gründete er 2001 das Label Dreyer Gaido Musikproduktionen, mit dem er bislang über 120 CDs sowie Filme produzierte. Außerdem war er Autor und Koproduzent von Dokumentarfilmen über Musik, insbesondere mit dem niederländischen Filmemacher Frank Scheffer.
2005 gründete Dreyer das Morgenland Festival Osnabrück, das er bis 2024 leitete. 2013 initiierte er den International Music Summer im irakischen Teil von Kurdistan. Für die Hamburger Elbphilharmonie programmierte er das Festival »Salam Syria«. Weiterhin hat er Themenfestivals am Amsterdamer Bimhuis kuratiert und Programme für das Holland Festival, die Gulbenkian Foundation, den Pierre Boulez Saal u. a. entwickelt. Seit Juli 2022 ist er Manager der NDR Bigband.
Für seine Arbeit als künstlerischer Leiter des Morgenland Festivals und sein Bestreben, dort musikalisch alte Feindbilder und Klischees abzubauen und den Dialog mit dem Orient zu führen, wurde Dreyer 2009 mit dem Praetorius Musikpreis in der Kategorie »Internationaler Musikfriedenspreis« ausgezeichnet.